# Cahul
Cahul és una ciutat del sud-est de la República de Moldàvia, situat a la frontera amb Romania i a 175 km de Chişinău. Amb 35.500 habitants (2004), Cahul és el centre administratiu del Districte de Cahul. A la ciutat hi ha una universitat, un teatre dramàtic i una important balneari.